# ミケーレ・ディ・グレゴーリオ
ミケーレ・ディ・グレゴーリオ（Michele Di Gregorio, 1997年7月27日 - ）は、イタリア・ミラノ出身のサッカー選手。ユヴェントスFC所属。ポジションはゴールキーパー。

## 経歴
インテルの下部組織で育ち、2016-17シーズンにはキャプテンとしてアンドレア・ピナモンティらと共にカンピオナート・プリマヴェーラのタイトルを獲得した。
2017年7月12日、セリエCのレナーテに1年間のレンタル移籍で加入した。
2018年7月4日、セリエBのアヴェッリーノにレンタル移籍で加入した。しかし、クラブが経営の問題によりセリエBに登録されなかったことから、8月24日に改めてインテルからセリエCのノヴァーラにレンタル移籍で加入した。
2019年7月10日、セリエBのポルデノーネに買い取りオプション及び買い戻しオプション付きの1年間のレンタル移籍で加入した。
2020年8月27日、セリエBのモンツァに買い取りオプション及び買い戻しオプション付きの1年間のレンタル移籍で加入した。シーズン終了後の2021年6月29日には、一定の条件により買い取り義務の発生するレンタル移籍で再びモンツァに加入した。この2021-22シーズンに自身は正GKとしてリーグ戦37試合に出場する中、モンツァはプレーオフを制してクラブにとって初となるセリエAへの昇格を決めた。これにより買い取り義務条項が達成され完全移籍でモンツァの一員になると、2022年8月13日にホームで行われた2022-23シーズン開幕節のトリノ戦でセリエAにデビューした。
2024年7月4日、ユヴェントスFCへの一定の条件で買取義務となるレンタル移籍が決定。
2025年8月20日、背番号を29番からモンツァ時代に着用していた16番に変更。